# Сага за войната на разлома
„Сага за войната на разлома“ е поредица в жанр епично фентъзи. Поредицата се състои от шест книги и е написана от Реймънд Фийст. Първите две части, „Чиракът на магьосника“ и „Майстор магьосник“ първоначално са издадени като самостоятелен роман. Действието в последните два романа, „Принц на кръвта“ и „Кралският корсар“, започва близо две десетилетия след събитията в третия роман и на английски те са издадени като дилогия със заглавие „Krondor's Sons“ (Синовете на Крондор). Сагата разкрива света Мидкемия, който е нападнат от войнствени пришълци от света Келеуан.
Историята за Мидкемия е продължена в тетралогията Войната на студенокръвните.
Романите от „Сага за войната на разлома“ са:
1. Чиракът на магьосника (Magician: Apprentice, 1986. През 1982 е издаден като част от романа „Magician“.)
2. Майстор магьосник (Magician: Master, 1983. През 1982 е издаден като част от романа „Magician“.)
3. Сребротрън (Silverthorn, 1985)
4. Мрак над Сетанон (A Darkness at Sethanon, 1986)
5. Принц на кръвта (Prince of the Blood, 1989)
6. Кралският корсар (The King's Buccaneer, 1992)

## На български език
- 2000 г. – „Сага за войната на разлома том I: Чиракът на магьосника. Майстор магьосник.“ Превод: Валерий Русинов. Издателска къща „Бард“.
- 2000 г. – „Сага за войната на разлома том II: Сребротрън. Мрак над Сетанон.“ Превод: Валерий Русинов. Издателска къща „Бард“.
- 2000 г. – „Сага за войната на разлома том III: Принц на кръвта. Кралският корсар“ Превод: Валерий Русинов. Издателска къща „Бард“.